# Un baño propio
Un baño propio (Un bany propi en valenciano) es una película independiente española de habla valenciana de comedia dramática de 2024, escrita y dirigida por Lucía Casañ Rodríguez. Está protagonizada por Nuria González, Carles Sanjaime, Amparo Ferrer Báguena y Manu Valls. Tuvo su estreno mundial en el Festival Internacional de Cine de Shanghái el 16 de junio de 2024, y luego se estrenó en cines españoles el 7 de marzo de 2025, con distribución de Begin Again Films.

## Reparto
- Nuria González
- Carles Sanjaime
- Amparo Ferrer Báguena
- Manu Valls

## Producción
El rodaje de Un baño propio tuvo lugar el 5 al 30 de junio de 2023 en las provincias de Valencia y Castellón.

## Lanzamiento y marketing
En junio de 2024, se anunció que Un baño propio tendría su estreno mundial en el Festival Internacional de Cine de Shanghái el 16 de junio de 2024. También fue proyectada en el Festival de Jakarta en Indonesia. En octubre de 2024, se anunció que la película tendría su estreno en España como la película inaugural de la Mostra de Valencia el 24 de octubre de 2024. También se proyectó en el Festival de Rizoma el 20 de noviembre de 2024.
Begin Again Films estreno Un baño propio en cines españoles el 7 de marzo de 2025.